# Гейлсбург (Канзас)
Гейлсбург (англ. Galesburg) — місто (англ. city) в США, в окрузі Ніошо штату Канзас. Населення — 149 осіб (2020).

## Географія
Гейлсбург розташований за координатами 37°28′20″ пн. ш. 95°21′23″ зх. д. / 37.47222° пн. ш. 95.35639° зх. д. (37.472351, -95.356391).  За даними Бюро перепису населення США в 2010 році місто мало площу 0,45 км², уся площа — суходіл.

## Демографія
Згідно з переписом 2010 року, у місті мешкало 126 осіб у 58 домогосподарствах у складі 39 родин. Густота населення становила 282 особи/км².  Було 65 помешкань (146/км²).
Расовий склад населення:
| - 98,4 % — білих - 0,8 % — корінних американців |

До двох чи більше рас належало 0,8 %. Частка іспаномовних становила 2,4 % від усіх жителів.
За віковим діапазоном населення розподілялося таким чином: 19,0 % — особи молодші 18 років, 58,8 % — особи у віці 18—64 років, 22,2 % — особи у віці 65 років та старші. Медіана віку мешканця становила 50,5 року. На 100 осіб жіночої статі у місті припадало 100,0 чоловіків;  на 100 жінок у віці від 18 років та старших — 96,2 чоловіків також старших 18 років.
Середній дохід на одне домашнє господарство  становив 38 461 долар США (медіана — 28 750), а середній дохід на одну сім'ю — 48 961 долар (медіана — 36 250). Медіана доходів становила 33 750 доларів для чоловіків та 28 750 доларів для жінок. За межею бідності перебувало 19,6 % осіб, у тому числі 33,3 % дітей у віці до 18 років та 6,3 % осіб у віці 65 років та старших.
Цивільне працевлаштоване населення становило 37 осіб. Основні галузі зайнятості: освіта, охорона здоров'я та соціальна допомога — 29,7 %, будівництво — 24,3 %, транспорт — 13,5 %, виробництво — 10,8 %.